# Locomotiva Meyer
La locomotiva Meyer è un tipo di locomotiva a vapore articolata costruita secondo il brevetto dell'ingegnere francese Jean-Jacques Meyer. 

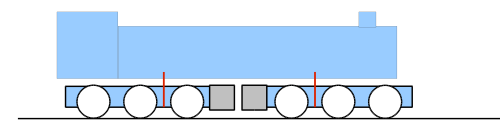
Disegno schematico di una locomotiva articolata Meyer

## Storia

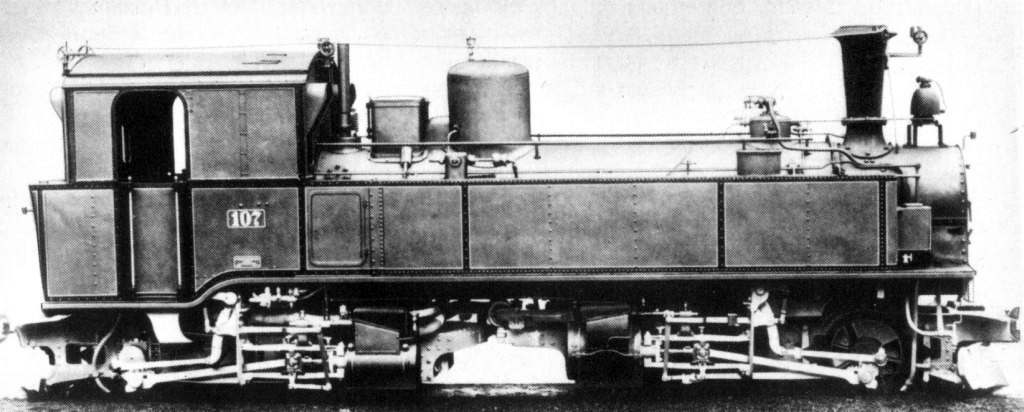
Locomotiva a scartamento ridotto della Sassonia Sächsische IV K

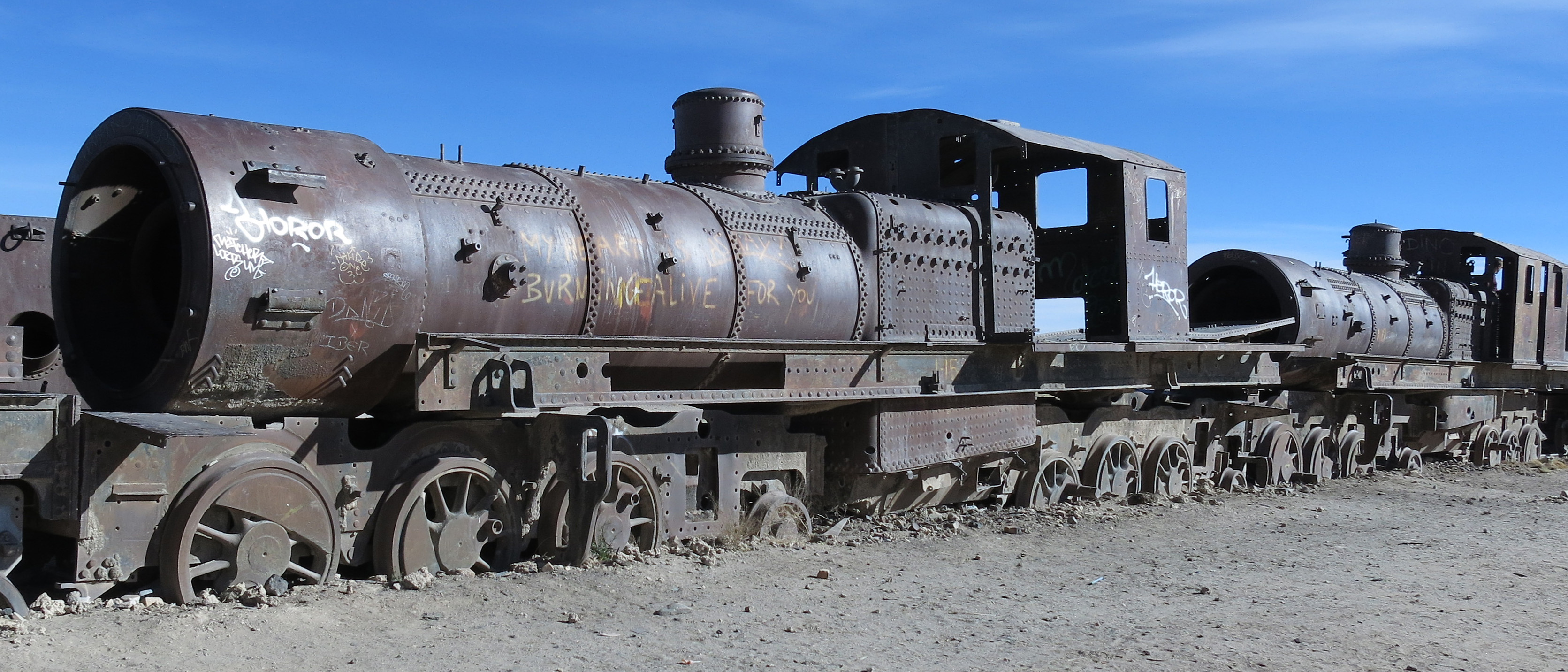
Relitti di due locomotive Kitson-Meyer a Uyuni, in Bolivia

Jean-Jacques Meyer (1804-1877) depositò il suo brevetto di locomotiva articolata nel 1861. La prima macchina costruita nel 1868 fu una locomotiva a vapore di rodiggio 0-2-0+0-2-0 e prese il nome  L'Avenir; la società costruttrice fu la Société J.F Cail & Cie.
La caratteristica saliente delle locomotive costruite secondo il progetto Meyer era la mancanza di un fissaggio rigido al carro in quanto tutte le ruote erano montate su carrelli in maniera similare a quanto avviene nelle moderne locomotive Diesel o elettriche. 
Le "Meyer" erano costruite solitamente come locotender. Uno svantaggio era la limitazione dell'ampiezza del forno determinata dalla presenza dei carrelli e la necessità di accoppiamenti flessibili per l'adduzione del vapore ai cilindri motori di ambedue i carrelli.
Le locomotive Meyer si diffusero nell'Europa continentale e particolarmente in Germania; un buon numero di macchine, a scartamento ridotto, circolarono sulle ferrovie della Sassonia. 
Una variante progettuale è rappresentata dalle Kitson Meyer ampiamente diffuse in Sud America, principalmente nelle ferrovie di Colombia e Cile.